# Příběh služebnice (kniha)
Příběh služebnice (v anglickém originálu The Handmaid's Tale) je antiutopický román z roku 1985, který napsala Margaret Atwoodová a vydalo nakladatelství McClelland and Stewart. V roce 2019 vyšlo pod názvem Svědectví (The Testaments) pokračování příběhu, které se odehrává 15 let po událostech z Příběhu služebnice.

## Děj
Příběh románu se odehrává v přesně nespecifikované blízké budoucnosti na území Spojených států amerických, které ale přestaly existovat a byly nahrazeny novým totalitním státem. Vypravěčka, služebnice v domě mocného muže režimu a jeho manželky, postupně odhaluje poměry panující ve společnosti, kde neexistuje svoboda a kde se stala otrokem. Zároveň se ve svých myšlenkách vrací do ne příliš vzdálené minulosti, kdy ještě společnost fungovala tak, jak ji známe dnes. Jádro knihy tvoří opis prostředí a atmosféry totalitního režimu a myšlenek člověka, který ztratil veškerou svobodu.

## Ocenění
Autorka získala za knihu cenu Arthura C. Clarka a byla v užší nominaci na Man Bookerovu cenu.

## Adaptace
Knížka má několik divadelních adaptací, byl podle ní natočen film a rovněž velice úspěšný stejnojmenný seriál, který se ovšem od předlohy značně liší. Roku 2000 napsal podle knihy dánský skladatel Poul Ruders stejnojmennou operu.